# Tramwaje w Kairze

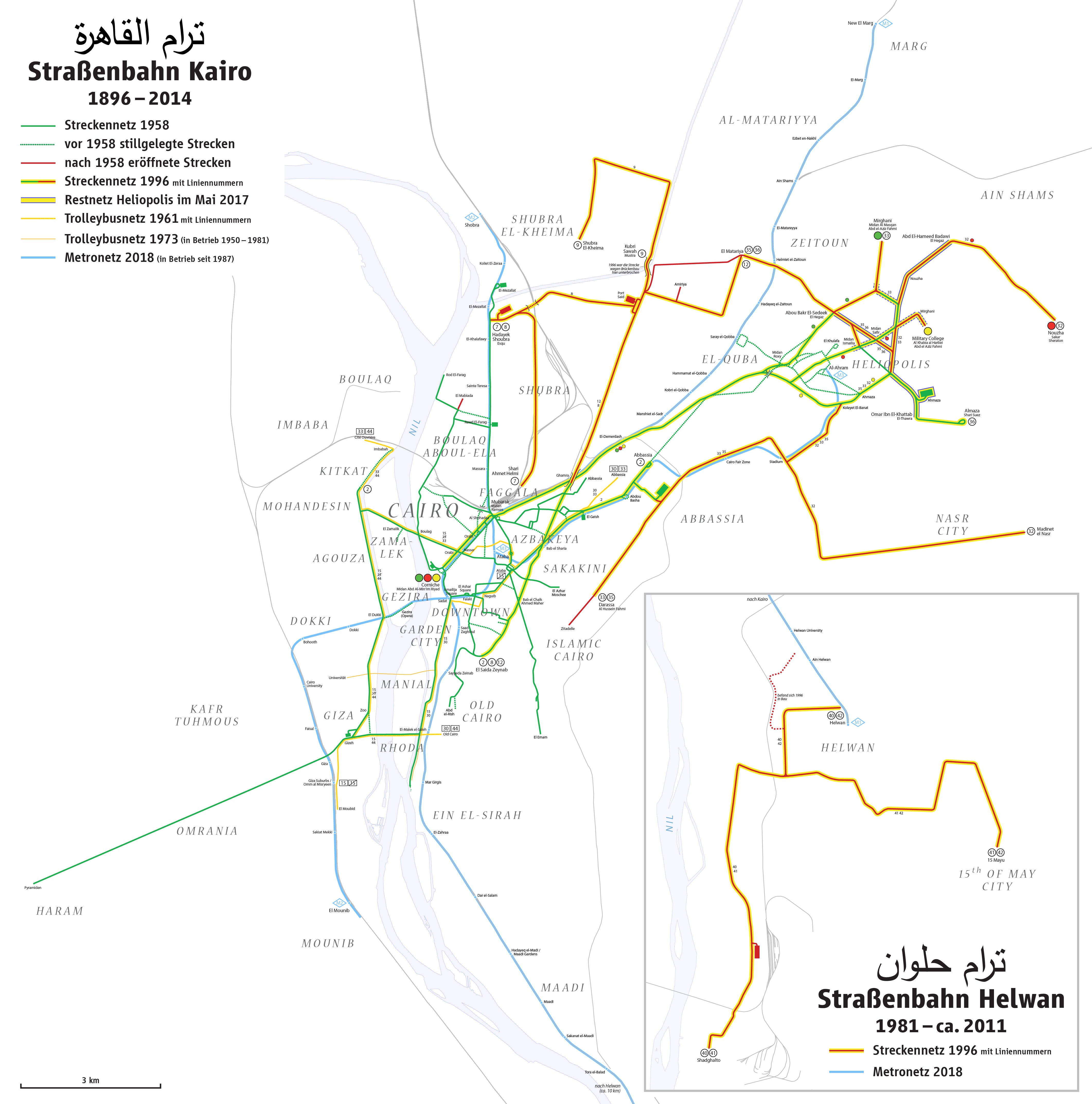
Mapa linii tramwajowych w Kairze i Heluanie w 1996

Tramwaje w Kairze − system komunikacji tramwajowej w stolicy Egiptu, Kairze.

## Historia
Tramwaje w Kairze uruchomiła i eksploatowała belgijska spółka "SA des Tramways du Caire" 12 sierpnia 1896. Tramwaje w obecnej dzielnicy Kairu Heliopolis uruchomiono kilka lat później – w 1908. Obecnie z niegdyś rozległej sieci tramwajowej pozostało tylko kilka linii w Heliopolis. Planowana obecnie jest modernizacja istniejącej sieci oraz budowa linii do Kairu Nowego miasta przez miasto Naser.

## Tabor
Obecnie w Kairze jest eksploatowanych 453 tramwajów:
- Kinki-Sharyo 373 sztuk
- Hitachi/SEMAF 80 sztuk

Od początku lat 70. XX wieku do początku lat 80. XX wieku eksploatowano 200 sztuk tramwajów Tatra K5AR. Tramwaje K5AR wycofano z eksploatacji z powodu złego stanu technicznego. Kilka wagonów eksploatowano do połowy lat 80.